# Anagallis kochii
Anagallis kochii là một loài thực vật có hoa trong họ Anh thảo. Loài này được H.E.Hess mô tả khoa học đầu tiên năm 1953.